# Výměna listoví

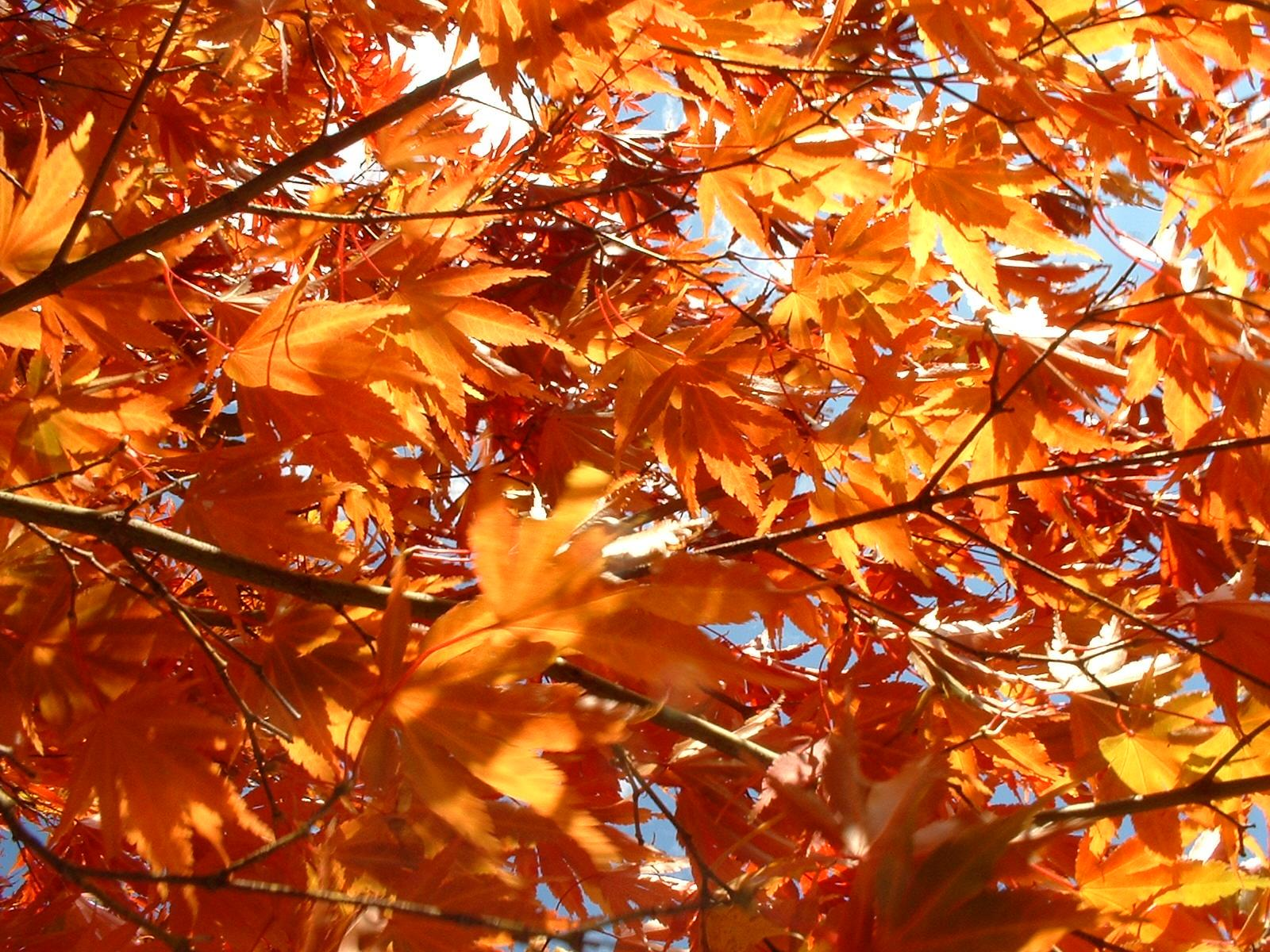
Suché listy javoru

Výměna listoví a změna jejich barvy je fenomén, který ovlivňuje obvykle zelené listy mnoha opadavých stromů a keřů.
K opadu dochází, když se přestanou v listech tvořit auxiny, rostlinné hormony a vrstvičky buněk, mezi řapíkem listu a větvičkou, nebo stonkem se od sebe oddělí.
V některých oblastech s dlouhým, chladným podzimem, v období před příchodem zimy listy změní barvu obvykle v rozsahu hnědá či žlutá až červená. Během několika týdnů před příchodem chladného období v listech dochází ke změně obsažených barviv. Zelené listové barvivo (chlorofyl) se přestává tvořit a stávající je rozloženo. Tím se stanou viditelné karotenoidy způsobující žlutou, oranžovou až hnědou barvu, které jsou v listech přítomné po celou vegetační sezónu, ale maskované chlorofylem. U některých druhů se nově vytvářejí antokyany vytvářející červené zabarvení.
Opadavé rostliny se vyskytují i v tropických střídavě vlhkých pralesích a před obdobím sucha shazují listy.